# Бичевин, Леонид Александрович
Леони́д Алекса́ндрович Биче́вин (род. 27 декабря 1984, Климовск, Московская область) — российский актёр театра и кино. Заслуженный артист Российской Федерации (2021).
Известность актёру принесли роли в фильмах «Груз 200», «Морфий», «Закрытые пространства», «Однажды в провинции».

## Биография
Леонид Бичевин родился в подмосковном Климовске. После 9-го класса школы пошёл в сельскохозяйственное училище Коломны, но через два года бросил его, решив стать актёром. Поступил в Театральное училище имени Щукина на курс Юрия Шлыкова. 

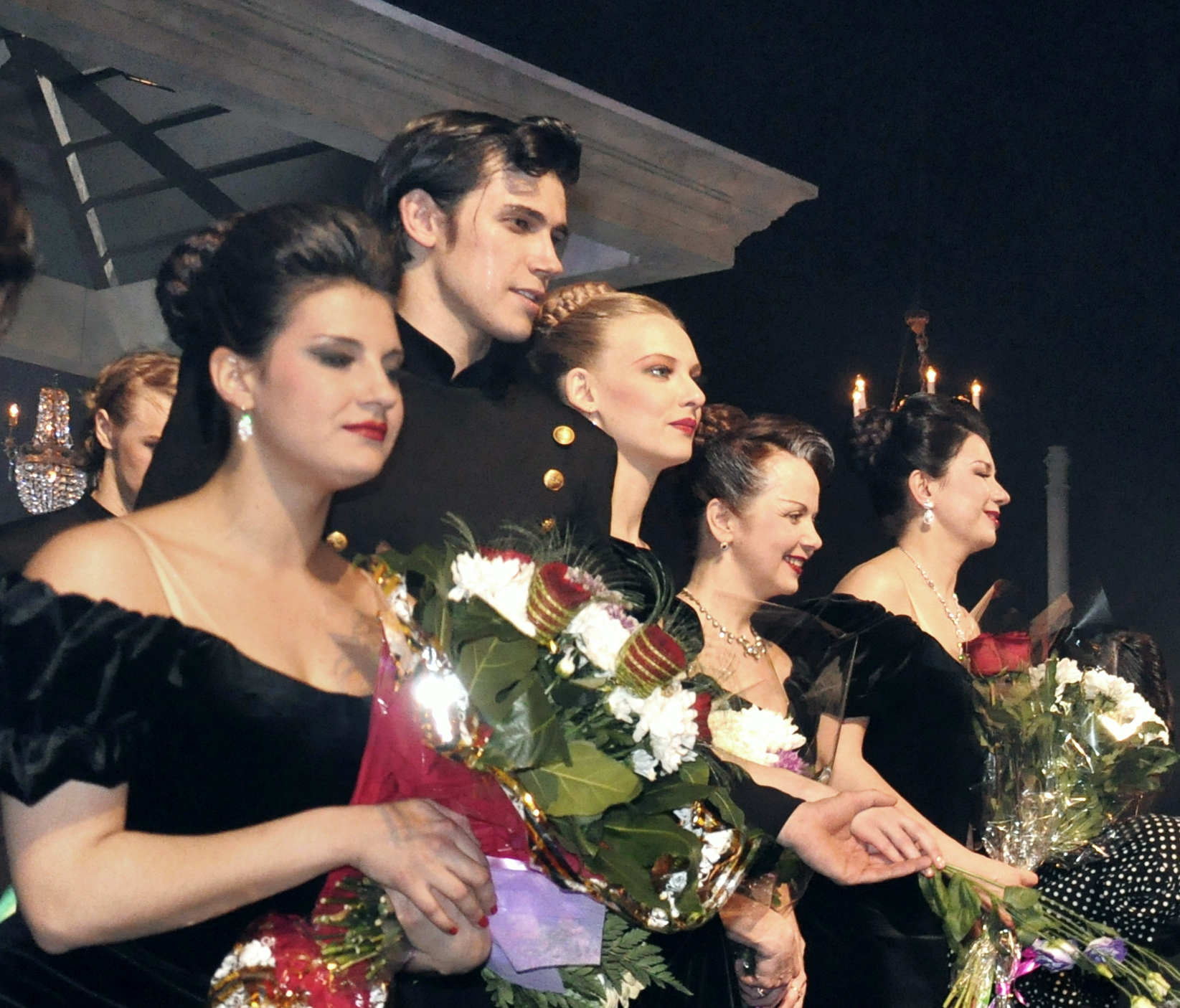
В финале «Анны Карениной», май 2012

В 2006 году сразу после получения диплома принят в труппу Театра имени Вахтангова, был введён во многие спектакли текущего репертуара. Первой большой ролью стал Троил в постановке Римаса Туминаса по трагедии У. Шекспира «Троил и Крессида».
Первую заметную роль в кино Леонид Бичевин сыграл в картине Алексея Балабанова «Груз 200» (2007). На съёмочной площадке фильма молодой актёр оказался благодаря рекомендации Агнии Кузнецовой, с которой вместе учился в Щукинском училище. В следующем фильме Балабанова «Морфий» (2008) по ранней прозе М. Булгакова Бичевин исполнил главную роль — работающего в деревенской больнице молодого врача-морфиниста. В одном из интервью Балабанов высказал мнение, что Леонид Бичевин «будет звездой».
До брака встречался с однокурсницей по театральному институту — актрисой Агнией Кузнецовой.
29 июля 2011 года женился на актрисе Марии Бердинских, с которой познакомился во время съёмок фильма «Рябиновый вальс». В сентябре 2014 года у пары родился сын Иван, в 2019 году второй сын — Степан.

## Работы

### Театр
Дипломные спектакли театрального института имени Б. Щукина
- «Соломенная шляпка» Э. Лабиша
- «Вестсайдская история» А. Лорентса
- «Театральный роман» М. Булгакова

Театр имени Е. Вахтангова
- 2006 — «Али-Баба и сорок разбойников»; реж. А. Горбань и В. Шалевич — Стражник
- 2006 — «За двумя зайцами» М. Старицкого; реж. А. Горбань — Будочник / Мещанин
- 2006 — «Посвящение Еве» Э. Шмитта; реж. С. Яшин — Химера
- 2006 — «Сирано де Бержерак» Э. Ростана; реж. В. Мирзоев — Брисайль
- 2006 — «Собака на сене» Л. Вега; реж. Ю. Шлыков — Леонидо, слуга графа Федерико / Камило, слуга графа Лудовико
- 2006 — «Фредерик, или Бульвар преступлений» Э. Шмитта; реж. Н. Пинигин — Паризо, актёр
- 2006 — «Царская охота» Л. Зорина; реж. В. Иванов — Бониперти, секретарь Елизаветы
- 2007 — «Глубокое синее море» Теренса Рэттигана; реж. П. Сафонов — Фил Хэч
- 2008 — «Троил и Крессида» У. Шекспира; режиссёр Р. Туминас — Троил
- 2008 — «Белая акация» В. Масса и М. Червинского; реж. В. Иванов — Гриша оператор
- 2010 — «Маскарад» М. Лермонтова; реж. Р. Туминас — Князь Звездич
- 2010 — «Мера за меру» У. Шекспира; реж. Ю. Бутусов — Локоть, констебль / Суккенсон, палач
- 2011 — «Пристань» («Филумена Мартурано») Э. де Филиппо; реж. Р. Туминас — Микеле
- 2012 — «Анна Каренина» по мотивам романа Л. Толстого; реж. А. Холина — Граф Тушкевич
- 2012 — «Бесы» Ф. Достоевского; реж. Ю. Любимов — Липутин
- 2014 — «Безумный день, или Женитьба Фигаро» П. де Бомарше; реж. В. Мирзоев — Фигаро
- 2016 — «Гроза» А. Островского; реж. У. Баялиев — Борис Григорьевич
- 2017 — «Стефан Цвейг. Новеллы» по новеллам С. Цвейга; реж. Г. Балпеисова, В. Бельдиян, А. Шульев, Х. Эрикссен — Рассказчик
- 2018 — «Евгений Онегин» по мотивам А. Пушкина; реж. Р. Туминас — Евгений Онегин
- 2019 — «Суббота, воскресенье, понедельник» Э. де Филиппо; реж. Л. де Фуско — Рокко
- 2020 — «Соломенная шляпка» Э. Лабиша; реж. М. Цитриняк — Фадинар
- 2020 — «Бег» М. Булгакова; реж. Ю. Бутусов — Сергей Павлович Голубков

Театр Анжелики Холиной, Литва
- 2012 — «Кармен» по мотивам «Кармен-сюиты» Ж. Бизе — Р. Щедрина; реж. А. Холина — Дон Хосе[5]

Антреприза
- 2015 — «На струнах дождя» А. Ковальского; реж. Альберт Ковальский — Александр

### Фильмография
- 2006 — Важнее, чем любовь (телесериал) — Владик, сын Егорова
- 2006 — Три полуграции — Денис, сын Курбатова, друг Иры
- 2007 — Учитель в законе — Макс Акулов, старшеклассник
- 2007 — Простая история — Сергей Егоров
- 2007 — Груз 200 — Валера
- 2008 — Морфий — Михаил Алексеевич Поляков
- 2008 — Жизнь взаймы — Денис Адамов
- 2008 — Закрытые пространства — Веня
- 2008 — Однажды в провинции — Че, Миша, друг Коли
- 2008 — Казаки-разбойники (телесериал) — Андрей, доцент
- 2009 — Рябиновый вальс — Алексей Смирнов
- 2009 — Вербное воскресенье (телесериал) — Геннадий Никитин, сын Артура и Маши
- 2009 — Дикий — Рудик
- 2010 — Учитель в законе. Продолжение — Макс
- 2010 — Подсадной — Николай
- 2010 — Зона турбулентности — Костя
- 2011 — Группа счастья (телесериал) — Борис Ивановский, психолог
- 2011 — Последняя встреча — Иван Евгеньевич Шилов (курсант школы КГБ)
- 2011 — Шпана замоскворецкая (У каждого своя война) — Виктор Толкачев (Гаврош)
- 2012 — Синдром дракона — Александр Юрьевич Волков, капитан ФСБ
- 2013 — Девушка и смерть — Николай (в молодости)
- 2013 — Шагал — Малевич — Марк Шагал
- 2014 — Куприн (телесериал) — Аларин
- 2014 — Трюкач — Александр Заборский
- 2015 — Наследники — Глеб Трегубов, ведущий ток-шоу
- 2015 — Память осени
- 2016 — Жили-были мы — Папа
- 2017 — Адаптация — Эштон Айви / Олег Иванович Меньшов
- 2017 — Хождение по мукам (телесериал) — Иван Телегин
- 2019 — Содержанки (телесериал) — Никита Лисин
- 2019 — Союз спасения — Сергей Муравьёв-Апостол
- 2020 — Триггер — Леонид Полторанин
- 2020 — Безопасные связи
- 2022 — Mолчание — Александр Ганин
- 2022 — Этерна: Часть первая — Руперт фок Фельсенбург, адмирал семи морей
- 2022 — Союз Спасения. Время гнева — Сергей Муравьёв-Апостол
- 2024 — Подростки. Первая любовь — взрослый Олег

- 2024 — Во сне ты горько плакал — Сын
- 2025 — Опасная близость — Олег

## Признание и награды
- 2009 — Номинация премии «Жорж» в категории «Лучший российский актёр»
- 2009 — Лауреат Приза имени Александра Абдулова 8-го международного фестиваля кинематографических дебютов «Дух огня» — за роль в фильме «Рябиновый вальс»
- 2009 — Премия Международного кинофестиваля «В кругу семьи» в номинации «Лучшая актёрская работа (мужская роль)» — за роль в фильме «Рябиновый вальс»
- 2021 — Заслуженный артист Российской Федерации[6]